# Нью-Гулка (Міссісіпі)
Нью-Гулка (англ. New Houlka) — місто (англ. town) в США, в окрузі Чикасо штату Міссісіпі. Населення — 698 осіб (2020).

## Географія
Нью-Гулка розташований за координатами 34°2′11″ пн. ш. 89°1′16″ зх. д. / 34.03639° пн. ш. 89.02111° зх. д. (34.036250, -89.021079).  За даними Бюро перепису населення США в 2010 році місто мало площу 3,18 км², уся площа — суходіл.

## Демографія
Згідно з переписом 2010 року, у місті мешкало 626 осіб у 255 домогосподарствах у складі 173 родин. Густота населення становила 197 осіб/км².  Було 297 помешкань (93/км²).
Расовий склад населення:
| - 73,2 % — білих - 24,0 % — чорних або афроамериканців - 1,6 % — азіатів - 0,3 % — корінних американців |

До двох чи більше рас належало 0,8 %. Частка іспаномовних становила 1,4 % від усіх жителів.
За віковим діапазоном населення розподілялося таким чином: 26,8 % — особи молодші 18 років, 58,3 % — особи у віці 18—64 років, 14,9 % — особи у віці 65 років та старші. Медіана віку мешканця становила 37,5 року. На 100 осіб жіночої статі у місті припадало 85,8 чоловіків;  на 100 жінок у віці від 18 років та старших — 81,0 чоловіків також старших 18 років.
Середній дохід на одне домашнє господарство  становив 37 631 долар США (медіана — 24 868), а середній дохід на одну сім'ю — 46 384 долари (медіана — 41 667). Медіана доходів становила 25 417 доларів для чоловіків та 28 750 доларів для жінок. За межею бідності перебувало 29,9 % осіб, у тому числі 31,4 % дітей у віці до 18 років та 24,5 % осіб у віці 65 років та старших.
Цивільне працевлаштоване населення становило 331 осіб. Основні галузі зайнятості: виробництво — 32,6 %, освіта, охорона здоров'я та соціальна допомога — 16,6 %, публічна адміністрація — 10,6 %, мистецтво, розваги та відпочинок — 10,0 %.